# Danny Koevermans
Danny Koevermans (Schiedam, 1º novembre 1978) è un allenatore di calcio ed ex calciatore olandese, di ruolo attaccante, tecnico del Merefeldia.

## Carriera

### Giocatore

#### Club

##### Inizi
Cresciuto nell'Excelsior '20, nel 1998 è stato acquistato dallo Sparta Rotterdam. Il debutto con la prima squadra è avvenuto il 10 settembre 2000, nell'incontro di campionato Sparta Rotterdam-Roosendaal (3-5), gara in cui è subentrato a Richard Elzinga al minuto 84. Ha militato nelle file dei Kasteelheren fino al 2005, totalizzando 129 presenze e 86 reti. Nella stagione 2004-2005, ultima stagione con il club biancorosso, ha messo a segno 24 reti in campionato, risultando il capocannoniere della competizione.

##### AZ Alkmaar
Nel 2005 si è trasferito all'AZ Alkmaar, tornando così a giocare in Eredivisie dopo la retrocessione dello Sparta Rotterdam nel 2001. Ha debuttato con la nuova maglia il 25 settembre 2005, nell'incontro di campionato NAC Breda-AZ Alkmaar (2-1), sostituendo Ron Vlaar al minuto 83. Quattro giorni dopo ha fatto il proprio debutto nelle competizioni europee, nell'incontro di Coppa UEFA AZ Alkmaar-Krylya Sovetov (3-1), gara in cui è subentrato a Demy de Zeeuw al minuto 60 e in cui ha siglato la rete del momentaneo 2-1 al minuto 80. Ha militato nelle file dei Kaaskoppen per due stagioni, collezionando un totale di 41 reti in 75 incontri disputati.

##### PSV Eindhoven
Il 30 agosto 2007 si è trasferito al PSV Eindhoven, con cui ha firmato un contratto quadriennale. Ha debuttato con i Boeren il successivo 1º settembre, nell'incontro di campionato Twente-PSV Eindhoven (0-0), subentrando a Danko Lazović al minuto 73. Il successivo 19 settembre ha fatto il proprio debutto in Champions League, nell'incontro PSV Eindhoven-CSKA Mosca (2-1), gara in cui ha sostituito Jefferson Farfán al minuto 75. Ha militato nelle file delle Gloeilampen fino al 2011, totalizzando 126 presenze e 45 reti.

##### Ultimi anni: Toronto FC e Utrecht
Il 29 giugno 2011 è stato ufficializzato il suo trasferimento al Toronto FC, club canadese, con cui ha firmato un contratto triennale. Il debutto con i Reds è avvenuto il successivo 21 luglio, nell'incontro di campionato Toronto FC-FC Dallas (0-1). Il 15 luglio 2012 si è infortunato, rompendosi il legamento crociato ed ha concluso anzitempo la propria stagione. Rientrato dall'infortunio dopo 11 mesi, nel 2013 ha giocato poco a causa di un infortunio al polpaccio. Ha militato nelle file dei Reds fino al 2013, totalizzando 41 presenze e 19 reti. Al termine della stagione 2013 è rimasto svincolato. Il 31 gennaio 2014 è stato ingaggiato dall'Utrecht, facendo così ritorno nei Paesi Bassi dopo l'ultima esperienza con il PSV. Il 20 marzo 2014, a causa di problemi fisici, ha annunciato il proprio ritiro dal calcio giocato.

#### Nazionale
Ha debuttato in Nazionale il 28 marzo 2007, in Slovenia-Paesi Bassi (0-1), gara valida per le qualificazioni agli Europei 2008, subentrando a Ryan Babel al minuto 73. Ha messo a segno la sua prima rete con la maglia della Nazionale il 17 novembre 2007, in Paesi Bassi-Lussemburgo (1-0), gara valida sempre per le qualificazioni agli Europei 2008, siglando il gol vittoria al minuto 43 del primo tempo. Attraverso tale rete la selezione oranje ha ottenuto la qualificazione a Euro 2008. Inserito nella lista dei pre-convocati per Euro 2008, non è stato inserito nella lista definitiva delle convocazioni per la competizione. Ha collezionato in totale, con la Nazionale, 4 presenze e una rete.

### Allenatore
Terminata la propria carriera da calciatore, nel 2014 è diventato preparatore offensivo dell'Utrecht. Il 19 giugno 2015 viene ufficializzata la sua nomina a vice allenatore dello Sparta Rotterdam. Ha mantenuto l'incarico fino al termine della stagione. Il 23 maggio 2019 è diventato assistente della formazione femminile del PSV Eindhoven. Ha mantenuto l'incarico fino al 2021. Dal luglio 2015 è collaboratore tecnico allo Sparta Rotterdam. Nella stagione 2021-2022 è stato assistente nelle giovanili del PSV Eindhoven. Il 22 dicembre 2021 il Merefeldia ha annunciato l'ingaggio di Koevermans come allenatore per la stagione 2022-2023.

## Statistiche

### Presenze e reti nei club
| Stagione                | Squadra                 | Campionato              | Campionato | Campionato | Coppe nazionali | Coppe nazionali | Coppe nazionali | Coppe continentali | Coppe continentali | Coppe continentali | Altre coppe | Altre coppe | Altre coppe | Totale | Totale |
| Stagione                | Squadra                 | Comp                    | Pres       | Reti       | Comp            | Pres            | Reti            | Comp               | Pres               | Reti               | Comp        | Pres        | Reti        | Pres   | Reti   |
| ----------------------- | ----------------------- | ----------------------- | ---------- | ---------- | --------------- | --------------- | --------------- | ------------------ | ------------------ | ------------------ | ----------- | ----------- | ----------- | ------ | ------ |
| 2000-2001               | Sparta Rotterdam        | E                       | 4          | 0          | KNVB            | 1               | 0               | -                  | -                  | -                  | -           | -           | -           | 5      | 0      |
| 2001-2002               | Sparta Rotterdam        | E                       | 23         | 7          | KNVB            | 1               | 1               | -                  | -                  | -                  | -           | -           | -           | 24     | 8      |
| 2002-2003               | Sparta Rotterdam        | ED                      | 34         | 25         | KNVB            | 2               | 2               | -                  | -                  | -                  | -           | -           | -           | 36     | 27     |
| 2003-2004               | Sparta Rotterdam        | ED                      | 20+6       | 15+2       | KNVB            | 2               | 4               | -                  | -                  | -                  | -           | -           | -           | 28     | 21     |
| 2004-2005               | Sparta Rotterdam        | ED                      | 29+6       | 24+3       | KNVB            | 1               | 3               | -                  | -                  | -                  | -           | -           | -           | 36     | 30     |
| Totale Sparta Rotterdam | Totale Sparta Rotterdam | Totale Sparta Rotterdam | 122        | 76         |                 | 7               | 10              |                    | -                  | -                  |             | -           | -           | 129    | 86     |
| 2005-2006               | AZ Alkmaar              | E                       | 20+2       | 8+1        | KNVB            | 2               | 1               | UEFA               | 5                  | 2                  | -           | -           | -           | 29     | 12     |
| 2006-2007               | AZ Alkmaar              | E                       | 30+4       | 22+1       | KNVB            | 2               | 2               | UEFA               | 10                 | 4                  | -           | -           | -           | 46     | 29     |
| Totale AZ Alkmaar       | Totale AZ Alkmaar       | Totale AZ Alkmaar       | 56         | 32         |                 | 4               | 3               |                    | 15                 | 6                  |             | -           | -           | 75     | 41     |
| 2007-2008               | PSV                     | E                       | 29         | 14         | KNVB            | 1               | 0               | UCL+UEFA           | 5+6                | 0+1                | -           | -           | -           | 41     | 15     |
| 2008-2009               | PSV                     | E                       | 26         | 8          | KNVB            | 1               | 0               | UCL                | 6                  | 4                  | -           | -           | -           | 33     | 12     |
| 2009-2010               | PSV                     | E                       | 22         | 11         | KNVB            | 3               | 1               | EL                 | 7                  | 1                  | -           | -           | -           | 32     | 13     |
| 2010-2011               | PSV                     | E                       | 14         | 1          | KNVB            | 3               | 4               | EL                 | 3                  | 0                  | -           | -           | -           | 20     | 5      |
| Totale PSV              | Totale PSV              | Totale PSV              | 91         | 34         |                 | 8               | 5               |                    | 27                 | 6                  |             | -           | -           | 126    | 45     |
| 2011                    | Toronto FC              | MLS                     | 10         | 8          | CC              | 0               | 0               | CCL                | 10                 | 2                  | -           | -           | -           | 20     | 10     |
| 2012                    | Toronto FC              | MLS                     | 16+0       | 9+0        | CC              | 1               | 0               | CCL                | 0                  | 0                  | -           | -           | -           | 17     | 9      |
| 2013                    | Toronto FC              | MLS                     | 4          | 0          | CC              | 0               | 0               | -                  | -                  | -                  | -           | -           | -           | 4      | 0      |
| Totale Toronto FC       | Totale Toronto FC       | Totale Toronto FC       | 30         | 17         |                 | 1               | 0               |                    | 10                 | 2                  |             | -           | -           | 41     | 19     |
| gen.-mar. 2014          | Utrecht                 | E                       | 3          | 0          | KNVB            | 0               | 0               | -                  | -                  | -                  | -           | -           | -           | 3      | 0      |
| Totale carriera         | Totale carriera         | Totale carriera         | 302        | 159        |                 | 20              | 18              |                    | 52                 | 14                 |             | -           | -           | 374    | 191    |

### Cronologia presenze e reti in nazionale
| Cronologia completa delle presenze e delle reti in nazionale ― Paesi Bassi | Cronologia completa delle presenze e delle reti in nazionale ― Paesi Bassi | Cronologia completa delle presenze e delle reti in nazionale ― Paesi Bassi | Cronologia completa delle presenze e delle reti in nazionale ― Paesi Bassi | Cronologia completa delle presenze e delle reti in nazionale ― Paesi Bassi | Cronologia completa delle presenze e delle reti in nazionale ― Paesi Bassi | Cronologia completa delle presenze e delle reti in nazionale ― Paesi Bassi | Cronologia completa delle presenze e delle reti in nazionale ― Paesi Bassi |
| Data                                                                       | Città                                                                      | In casa                                                                    | Risultato                                                                  | Ospiti                                                                     | Competizione                                                               | Reti                                                                       | Note                                                                       |
| -------------------------------------------------------------------------- | -------------------------------------------------------------------------- | -------------------------------------------------------------------------- | -------------------------------------------------------------------------- | -------------------------------------------------------------------------- | -------------------------------------------------------------------------- | -------------------------------------------------------------------------- | -------------------------------------------------------------------------- |
| 28-3-2007                                                                  | Celje                                                                      | Slovenia                                                                   | 0 – 1                                                                      | Paesi Bassi                                                                | Qual. Euro 2008                                                            | -                                                                          | 73’                                                                        |
| 13-10-2007                                                                 | Constanţa                                                                  | Romania                                                                    | 1 – 0                                                                      | Paesi Bassi                                                                | Qual. Euro 2008                                                            | -                                                                          | 85’                                                                        |
| 17-11-2007                                                                 | Rotterdam                                                                  | Paesi Bassi                                                                | 1 – 0                                                                      | Lussemburgo                                                                | Qual. Euro 2008                                                            | 1                                                                          | 84’                                                                        |
| 21-11-2007                                                                 | Minsk                                                                      | Bielorussia                                                                | 2 – 1                                                                      | Paesi Bassi                                                                | Qual. Euro 2008                                                            | -                                                                          |                                                                            |
| Totale                                                                     |                                                                            | Presenze                                                                   | 4                                                                          |                                                                            | Reti                                                                       | 1                                                                          |                                                                            |

## Palmarès

### Club

#### Competizioni nazionali
- Campionato olandese: 1

PSV: 2007-2008
- Supercoppa dei Paesi Bassi: 1

PSV: 2008
- Canadian Championship: 1

Toronto FC: 2012

### Individuale
- Capocannoniere della Eerste Divisie: 1

2004-2005 (24 reti)